# People Watching Tour
Il People Watching Tour è il terzo tour di concerti del cantautore britannico Sam Fender, a supporto del suo terzo album in studio, People Watching.

## Scaletta
Questa scaletta è tratta dal concerto del 2 dicembre 2024, a Dublino. Non è, perciò, rappresentativa di tutti gli spettacoli del tour.
1. The Kitchen
2. Getting Started
3. The Borders
4. Wild Long Lie
5. All Is on My Side
6. Nostalgia's Lie
7. Arm's Length
8. Will We Talk?
9. People Watching
10. Spice
11. Howdon Aldi Death Queue
12. Get You Down
13. Spit of You
14. Seventeen Going Under
15. Hypersonic Missiles

## Artisti d'apertura
La seguente lista rappresenta il numero correlato agli artisti d'apertura nella tabella delle date del tour.
- Wunderhorse = 1
- CMAT = 2
- The War on Drugs = 3
- Olivia Dean = 4
- Holly Humberstone = 5

## Date
| Data              | Città            | Stato       | Luogo                                   | Artisti d'apertura |
| Europa            | Europa           | Europa      | Europa                                  | Europa             |
| ----------------- | ---------------- | ----------- | --------------------------------------- | ------------------ |
| 2 dicembre 2024   | Dublino          | Irlanda     | 3Arena                                  | 1                  |
| 4 dicembre 2024   | Leeds            | Regno Unito | First Direct Arena                      | 1                  |
| 6 dicembre 2024   | Manchester       | Regno Unito | Co-op Live                              | 1                  |
| 7 dicembre 2024   | Manchester       | Regno Unito | Co-op Live                              | 1                  |
| 10 dicembre 2024  | Londra           | Regno Unito | The O2 Arena                            | 1                  |
| 12 dicembre 2024  | Londra           | Regno Unito | The O2 Arena                            | 1                  |
| 13 dicembre 2024  | Birmingham       | Regno Unito | Utilita Arena                           | 1                  |
| 16 dicembre 2024  | Glasgow          | Regno Unito | OVO Hydro                               | 1                  |
| 4 marzo 2025      | Parigi           | Francia     | Olympia                                 | 2                  |
| 5 marzo 2025      | Tilburg          | Paesi Bassi | 013                                     | 2                  |
| 8 marzo 2025      | Zurigo           | Svizzera    | Halle 622                               | 2                  |
| 10 marzo 2025     | Colonia          | Germania    | Palladium                               | 2                  |
| 12 marzo 2025     | Monaco           | Germania    | Zenith                                  | 2                  |
| 13 marzo 2025     | Bergamo          | Italia      | ChorusLife Arena                        | 2                  |
| 16 marzo 2025     | Berlino          | Germania    | Uber Eats Music Hall                    | 2                  |
| 18 marzo 2025     | Amsterdam        | Paesi Bassi | AFAS Live                               | 2                  |
| 19 marzo 2025     | Bruxelles        | Belgio      | Forest National                         | 2                  |
| Nord America      |                  |             |                                         |                    |
| 5 aprile 2025     | Vancouver        | Canada      | Doug Mitchell Thunderbird Sports Centre |                    |
| 7 aprile 2025     | Seattle          | Stati Uniti | Paramount Theatre                       |                    |
| 9 aprile 2025     | Portland         | Stati Uniti | Roseland Theater                        |                    |
| 11 aprile 2025    | Oakland          | Stati Uniti | Fox Theater                             |                    |
| 21 aprile 2025    | Tempe            | Stati Uniti | Marquee Theater                         |                    |
| 23 aprile 2025    | Salt Lake City   | Stati Uniti | The Union Event Center                  |                    |
| 24 aprile 2025    | Denver           | Stati Uniti | The Fillmore                            |                    |
| Europa            |                  |             |                                         |                    |
| 6 giugno 2025     | Londra           | Regno Unito | London Stadium                          | 3, 2               |
| 12 giugno 2025    | Newcastle        | Regno Unito | St. James' Park                         | 2                  |
| 14 giugno 2025    | Newcastle        | Regno Unito | St. James' Park                         | 3, 2               |
| 15 giugno 2025    | Newcastle        | Regno Unito | St. James' Park                         | 3, 2               |
| 21 giugno 2025    | Scheeßel         | Germania    | Eichenring                              |                    |
| 22 giugno 2025    | Neuhausen ob Eck | Germania    | Take Off Park                           |                    |
| 5 luglio 2025     | Werchter         | Belgio      | Werchter Festivalpark                   |                    |
| 6 luglio 2025     | Ewijk            | Paesi Bassi | Recreatiegebied Groene Heuvels          |                    |
| 11 luglio 2025    | Oeiras           | Portogallo  | Passeio Marítimo de Algés               |                    |
| 8 agosto 2025     | Copenhagen       | Danimarca   | Valbyparken                             |                    |
| 16 agosto 2025    | Manchester       | Regno Unito | Wythenshawe Park                        | 4                  |
| 22 agosto 2025    | Edimburgo        | Regno Unito | Royal Highland Showgrounds              | 4                  |
| 28 agosto 2025    | Belfast          | Irlanda     | Boucher Road Playing Fields             | 2                  |
| Nord America      |                  |             |                                         |                    |
| 17 settembre 2025 | Boston           | Stati Uniti | Roadrunner                              |                    |
| 19 settembre 2025 | New York         | Stati Uniti | Terminal 5                              |                    |
| 21 settembre 2025 | Filadelfia       | Stati Uniti | The Fillmore                            |                    |
| 23 settembre 2025 | Washington       | Stati Uniti | The Anthem                              |                    |
| 25 settembre 2025 | Chicago          | Stati Uniti | Aragon Ballroom                         |                    |
| 1° ottobre 2025   | Montreal         | Canada      | Place Bell                              |                    |
| 3 ottobre 2025    | Toronto          | Canada      | Coca-Cola Coliseum                      |                    |
| Oceania           |                  |             |                                         |                    |
| 14 novembre 2025  | Melbourne        | Australia   | Sidney Myer Music Bowl                  | 5                  |
| 19 novembre 2025  | Brisbane         | Australia   | Riverstage                              | 5                  |
| 21 novembre 2025  | Sydney           | Australia   | The Showring, Entertainment Quarter     | 5                  |
| 25 novembre 2025  | Adelaide         | Australia   | Adelaide Entertainment Centre           | 5                  |
| 28 novembre 2025  | Perth            | Australia   | Kings Park & Botanic Garden             | 5                  |

### Cancellazioni
| Data             | Città     | Stato       | Luogo        | Causa                   |
| Europa           | Europa    | Europa      | Europa       | Europa                  |
| ---------------- | --------- | ----------- | ------------ | ----------------------- |
| 17 dicembre 2024 | Glasgow   | Regno Unito | OVO Hydro    | Danni alle corde vocali |
| 20 dicembre 2024 | Newcastle | Regno Unito | Utilta Arena | Danni alle corde vocali |
| Nord America     |           |             |              |                         |
| 11 febbraio 2025 | New York  | Stati Uniti | Webster Hall | Problemi di salute      |